# Brabham BT19
La Brabham BT19 è una vettura da formula 1 realizzata dalla Brabham Racing Organisation nel 1966.

## Tecnica
La vettura, progettata da Ron Tauranac, era fornita di un propulsore Repco-Brabham V8 620 dalla potenza di 315 cv. Questo motore era derivato da quello installato sulla Oldsmobile F85 e impiegava anche componenti derivati da altre unità propulsive. Era realizzato in lega leggera, con canne dei cilindri costruite in ghisa. Le testate erano a due valvole per cilindro. La distribuzione era monoalbero con comando a catena. Le valvole erano parallele le teste erano del tipo a flusso incrociato, con condotti di aspirazione da un lato e di scarico dall'altro. L'albero a gomiti aveva manovelle disposte su un unico piano e camere di combustione a cuneo. La struttura in corrispondenza dei supporti di banco presentava una piasta di irrigidimento per irrubostire il tutto. Il telaio era di tipo tubolare ed erano impiegati pneumatici forniti dalla Goodyear.

## Attività sportiva
La BT19 venne affidata ai piloti Jack Brabham, Denny Hulme e Chris Irwin. Brabham conquistò la prima posizione nei GP di Francia, Gran Bretagna, Paesi Bassi e Germania, conquistando in questo modo il suo terzo titolo iridato. Grazie anche a diversi piazzamenti da parte degli altri piloti del team, la Brabham Racing Organisation ottenne il titolo costruttori.